# NGC 5065
NGC 5065 is een balkspiraalstelsel in het sterrenbeeld Hoofdhaar. Het hemelobject werd op 13 maart 1785 ontdekt door de Duits-Britse astronoom William Herschel.

## Synoniemen
- UGC 8356
- MCG 5-31-170
- ZWG 160.181
- IRAS13151+3121
- PGC 46293